# Tobias Hellman
Olof Christian Tobias Hellman, född 16 januari 1973 i Lidingö, är en svensk före detta alpin skidåkare. Han slog igenom i Juniorvärldsmästerskapen i alpin skidsport 1992, där han tog medalj i alla fem grenar, 3 guld, 1 silver och 1 brons.
Hellman har främst åkt super-G och i kombinationstävlingar. Han har deltagit i ett Vinter-OS: Lillehammer 1994 och ett VM: Sierra Nevada 1996. Han har blivit svensk mästare 4 gånger: två gånger i störtlopp (1996 och 2001) och två gånger i kombination (1993 och 1997).
Efter karriären som aktiv skidåkare har han varit expertkommentator för Sveriges Television i tio års tid.